# Милка Стоянова
Милка Стоянова е българска поетеса.

## Биография и творчество
Родена е на 3 декември 1949 г. в Бургас. Работила е в „Лукойл Нефтохим Бургас“ – за кратко като оператор, чертожник и дълги години като проектант.
Автор е на 16 книги с поезия, една повест и един пътепис. Първата ѝ стихосбирка излиза през 1993 г. Книгите ѝ с поезия, излезли след 2007 г. са концептуални и тематично свързани с морето. Има публикации в литературни списания, вестници, сборници, антологии и сайтове. Книгата ѝ „Приближаване на пейзажа“ е преведена на македонски, а отделни нейни стихове и цикли са преведени на френски, немски и арабски език.
Член е на Сдружение на българските писатели.

### Поезия
- „Лице на светлината“ – от Милка Стоянова.   Бургас, Редакция „Нефтохимик“, 1993. ISBN 04-93-004. – стихове
- „Милениум“. Стихосбирка. Бургас: Писателско дружество – Бургас, 1998;
- „Тревата, по която стъпваме“ – от Милка Стоянова.   Бургас, Редакция „Писателско дружество“, 1998. ISBN 9549697061. – стихове
- „Въртележка“. Стихосбирка. Бургас: „Писателско дружество – Бургас“, 2003;
- „Приближаване на пейзажа“ – от Милка Стоянова.   Бургас, Редакция „Балтика 2002“, 2008. ISBN 978-954-8040-04-4. – стихове
- „Отдалечаване на пейзажа“ – от Милка Стоянова.   Бургас, Редакция „Балтика 2002“, 2010. ISBN 978-954-8040-36-5. – стихове
- „Докато разказвам“ – от Милка Стоянова.   Бургас, Редакция „Балтика 2002“, 2011. ISBN 978-954-8040-52-5. – поезия
- „Пасаж от зима“. Поезия. Бургас: „Балтика 2002“, 2012. 978-954-8040-64-8; 2014. ISBN 978-954-8040-90-7 – поезия
- „Защото Ти го одобряваш“. Стихове. Бургас: СТЕЛАПРО, 2013. ISBN 978-954-92758-9-6 – стихове
- „Кораб в далечината“. Триптих. Бургас: „Балтика 2002“, 2014. ISBN 978-954-8040-88-4 – триптих
- „Мимоходом“. Стихове. Бургас: „Бургаска писателска общност“, 2015. ISBN 978-619-7266-01-6 – стихове
- „Траектория на самотата“. Поезия. София: „Дайрект Сървисиз“, 2016. ISBN 978-619-7171-40-2 – поезия
- „Крайбрежна поема“. Поезия. София: „Дайрект Сървисиз“, 2017. ISBN 978-619-7171-50-1 – поема
- „Крайбрежен триптих“. Поезия. София: Издателство „Ерго“, 2019. ISBN 978-619-7392-47-0 – триптих
- „Отвъд вятъра“. Поезия. Бургас. ИК „Знаци“, 2019. ISBN 978-619-7497-29-8 – поезия
- „Езикът на птиците“. Поезия. Бургас. ИК „Знаци“ 2020 ISBN 978-619-7497-50-2 – поезия

### Проза
- „Лозница“ – от Милка Стоянова.   София, Издателство „Издателско ателие Аб“, 2002. ISBN 954-737-294-7. – повест
- „Молдова – с обич за теб“ – пътепис. Електронно издание, 2009;

## Преведени книги
- „Приближуванье на пеjзажот“. Стихосбирка. Скопие: Макавей, 2009. ISBN 978-608-205-042-3. COBISS.MK-ID 80243210.

## Литературни награди
- 1998 – Специалната награда на Дружеството на писателите в Бургас за книгите „Тревата, по която стъпваме“ и „Милениум“
- 2002 – Наградата на организаторите в конкурса „Магията любов“ (Казанлък)
- 2007 – Награда на издателство „Балтика“ за ръкописа „Приближаване на пейзажа“
- 2008 – Награда „Христо Фотев“ за поезия на Годишните литературни награди на Община Бургас за книгата „Приближаване на пейзажа“
- 2017 – Награда „Христо Фотев“ за поезия на Годишните литературни награди на Община Бургас за книгата „Крайбрежна поема“
- 2018 – Съпътстваща награда от Националния конкурс за поезия „Христо Фотев“ за книгата „Крайбрежна поема“